# Helmut Haller
Helmut Haller, född 21 juli 1939 i Augsburg, död där 11 oktober 2012, var en tysk professionell fotbollsspelare, mittfältare och anfallare, som spelade i Förbundsrepubliken Tysklands landslag i VM 1962, 1966 och 1970. I VM i England 1966 där laget vann silver var Haller lagets bäste målskytt.

## Karriär
Helmut Haller kom fram i Augsburg och utvecklades till en av de främsta tyska spelarna under 1960-talet. Haller blev proffs i italienska Bologna och utmärkte sig som en av de bästa spelarna i ligan. 1964 var han nyckelspelare när Bologna vann italienska ligan.
1966 var Haller en av de tongivande spelarna i det Västtyskland som spelade riktigt bra i VM i fotboll och gick till final. Haller var Västtysklands bästa målskytt med 6 fullträffar - anmärkningsvärt i hans roll som mittfältare. När finalen var slut tog Haller hand om finalbollen och gav den till sin son. I samband med EM i England 1996 lämnade han tillbaka bollen via en engelsk tidning som gjorde en PR-kupp av det hela.
I VM i Mexiko 1970 kunde Haller inte spela samma roll som 1966 utan fick mest nöta bänk varpå han slutade i landslaget. De sista åren i Italien spelade han i storklubben Juventus innan han återvände hem till Västtyskland. Haller spelade i flera mindre klubbar när han varvade ner. Bland annat gjorde han en firad återkomst i hemstadens FC Augsburg. Antalet landskamper kunde ha varit betydligt fler men proffstiden i Italien gjorde att han inte kunde medverka i alla landskamper. 

## Meriter
- 33 A-landskamper för Förbundsrepubliken Tyskland
- VM: 1962, 1966, 1970
  - VM-silver 1966
  - VM-brons 1970